# Professionell boxning
Professionell boxning eller proffsboxning, är boxning där vinnaren får pengar som belöning. Proffsboxning skiljer sig även från amatörboxning i fråga om regler och utrustning. Proffsboxare får varken använda tröja eller huvudskydd. Handskarna är lättare på grund av tunnare stoppning och saknar den vita markering som amatörboxhandskar har för att underlätta poängräkningen.

## Kontroversiell sport
Proffsboxningen är kontroversiell på vissa håll i världen. Dess motståndare hävdar att proffsboxningen är skadlig, gör publiken våldsam samt anser att det är fel att tjäna pengar på en sport där mycket går ut på att medvetet slå någon annan. Proffsboxningens förespråkare hävdar däremot att det finns andra minst lika skadliga sporter, att boxningspublik ofta uppför sig bättre än till exempel huliganer på fotboll och att proffsboxning bör få vara ett yrke, med proffsboxare som frivilligt slåss.

## Sverige
Sverige förbjöd proffsboxning efter ett beslut i Sveriges riksdag den 26 november 1969. Beslutet trädde i kraft den 1 januari 1970. Bakgrunden var rekommendation i Nordiska rådet. Det svenska proffsboxningsförbudet var omdebatterat och Sveriges riksdag avslog motioner om återinförande 1985, 1993, 1995 och 1997. En förespråkare var Moderata samlingspartiets Gullan Lindblad.
Den 1 januari 2007 blev proffsboxning återigen tillåtet i Sverige, dock under förutsättning att man hade tillstånd från länsstyrelsen i det län där boxningen skulle anordnas och att matcherna inte planerades för mer än fyra ronder för män och max sex ronder för kvinnor (fler ronder för damer beroende på kortare tid per rond). En fyra-rondersmatch betraktas som en legitim proffsboxningmatch och är vanlig i en boxares inledande karriär.
Senare tillät man via dispenser längre matcher. Till exempel har den svenska boxningsstjärnan Frida Wallberg boxats åtta ronder i Sverige då hon försvarat sin WBC-titel.

## Internationellt
Länder med proffsboxningsförbud är bland annat Kuba, Island och Nordkorea. Norge förbjöd proffsboxning 1981. 2014 blev proffsboxning tillåtet i Norge.